# Área de conservación privada Juningue
El Área de conservación privada Juningue (o ACP Juningue) se encuentra en la amazonía norte del Perú al lado norte de la quebrada Juninguillo y en la margen derecha del río Mayo dentro de la provincia de Moyobamba, en el departamento de San Martín. El área fue creada con el objetivo de «conservar las especies nativas, comunidades biológicas y refugios naturales de vida silvestre presentes».
Fue declarada área de conservación privada el 17 de febrero de 2011 a través de la R.M. n.º 033-2011-MINAM.